# Eriosema pauciflorum
Eriosema pauciflorum är en ärtväxtart som beskrevs av Johann Friedrich Klotzsch. Eriosema pauciflorum ingår i släktet Eriosema och familjen ärtväxter. Inga underarter finns listade i Catalogue of Life.